# Herman Severin Løvenskiold
Herman Severin Løvenskiold (Hollensjärnbruk, 30 de juliol de 1815 – Copenhaguen, 5 de desembre de 1870) fou un compositor noruec del Romanticisme.
Fou músic del rei de Dinamarca Cristià VIII des de 1841, i el 1851 desenvolupà les funcions d'organista en el Palau de Christiansborg (Copenhaguen).
A més de petites obres per a cant, i altres, va compondre: La Sylphide (1836) ball; l'òpera Sara (1836); el ball La primavera en Atenes posada per primera vegada en escena en el Teatre Reial de Copenhaguen el (1849); l'òpera Turandot (1851); Marxa de festa, Tres fulles d'àlbum, per a piano, etc.